# Bassa marea (romanzo)
Bassa marea è un romanzo giallo dello scrittore italiano Enrico Franceschini edito nel 2019; è ambientato sulla riviera romagnola.

## Trama
Andrea Muratori, giornalista prematuramente in pensione, una mattina trova una ragazza russa su una spiaggia, più morta che viva.

## Edizioni
- Enrico Franceschini, Bassa Marea, Nero Rizzoli, Rizzoli, 2019,  pp. 338, ISBN 9788817109970.